# Hermann Finsterlin
Hermann Finsterlin (ur. 18 sierpnia 1887 w Monachium, zm. 16 września 1973 w Stuttgracie) – niemiecki architekt wizjoner, malarz, rysownik, poeta, eseista, filozof i kompozytor.
Odegrał znaczącą role w architekturze XX wieku, działając w początkowym okresie niemieckiego ruchu ekspresjonistów oraz wywarł silny wpływ na twórców architektury organicznej. Żaden z jego projektów architektonicznych nie został zrealizowany. 

## Życiorys
W latach 1905–1908 odbył studia malarskie, m.in. u Waltera Thora i Hermanna Groebera. W 1907 napisał pierwszy tomik wierszy Meine ersten Versuche. W 1914–1915 studiował na uniwersytecie w Monachium, m.in. u Bruno Paula – studia przerwał. W 1918 dokonał nocnego wejścia na Watzmanna, które stało się inspiracją dla działalności artystycznej, m.in. kolejnych utworów poetyckich Sonnenaufgang über dem Watzmann (1918), Den Schöpfern des Schöpfers in Liebe (1918), Die Grotte (1918). Pod koniec 1918 lub na początku 1919 miał sen o architekturze – Architekturtraum, który stał się inspiracją dla wizjonerskich projektów architektonicznych, m.in. serii domów (niem. Traumhäuser). W 1919 Finsterlin wysłał kilka projektów swoich domów w odpowiedzi na apel Waltera Gropiusa skierowany do młodych artystów, by uczestniczyli w wystawie projektów architektonicznych. W kwietniu 1919 jego projekty wypełniły jedną z trzech sal na Wystawie Młodych Architektów w Berlinie. 
W latach 1919–1924 uczestniczył we wspólnocie artystycznej Gläserne Kette (pol. szklany łańcuch) – kręgu korespondencyjnym pomiędzy artystami skrywającymi się pod pseudonimami. Oprócz Finsterlina (pseudonim "Prometh"), do grupy należeli m.in. Bruno Taut ("Glas"), Max Taut (bez pseudonimu), Wilhelm Brückmann ("Brexbach"), Alfred Brust ("Cor"), Paul Goesch ("Tancred"), Walter Gropius ("Maß"), Wenzel Hablik ("W.H."), Hans Hansen ("Antischmitz"), Carl Krayl ("Anfang"), bracia Hans ("Angkor") i Wassili Luckhardt ("Zacken") oraz Hans Scharoun ("Hannes"). Celem grupy było wprowadzenie zmian do skostniałej wizji architektury reprezentowanej przez akademików, m.in. nowych form zaczerpniętych z ożywionej i nieożywionej natury. Finsterlin przesłał do innych członków grupy m.in. esej Der siebte Tag, scenariusz Die Grotte i scenariusz filmowy Der Trotz des Heils. Cześć korespondencji została opublikowana w piśmie Frühlicht wydawanym przez Tauta między 1920 a 1922, które było głównym forum prezentacji koncepcji architektonicznych ekspresjonistów.
W maju 1920 Finsterlin uczestniczył w wystawie Neues Bauen zorganizowanej przez członków Gläserne Kette w Berlinie, po której wydano publikacje Ruf zum Bauen, gdzie po raz pierwszy opublikowano ponumerowane prace Finsterlina pod tytułem Phantasie. W 1925 Josef Ponten skrytykował utopijne projekty Finsterlina w tekście Architektur die nicht gebaut wurde. Żaden z projektów Finsterlina nie został zrealizowany.